# Konrad Grob

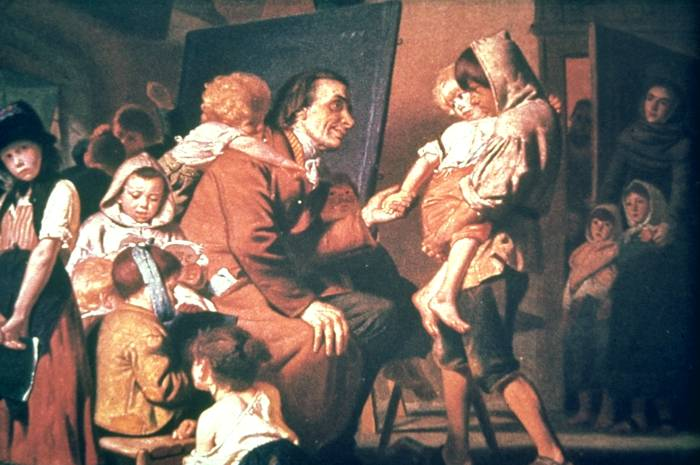
Pestalozzi com os órfãos em Stans, óleo sobre tela, 1879

Konrad Grob (3 de setembro de 1828 — 9 de janeiro de 1904) foi um pintor e litógrafo suíço do impressionismo.
Grob nasceu em Andelfingen no Cantão de Zurique e aprendeu a arte litográfica em 1840 em Winterthur. Viajou à Itália onde trabalhou em Verona e em Nápoles e posteriormente estudou na academia de artes de Munique, onde abriu seu próprio ateliê.